# Pomorski Związek Piłki Nożnej

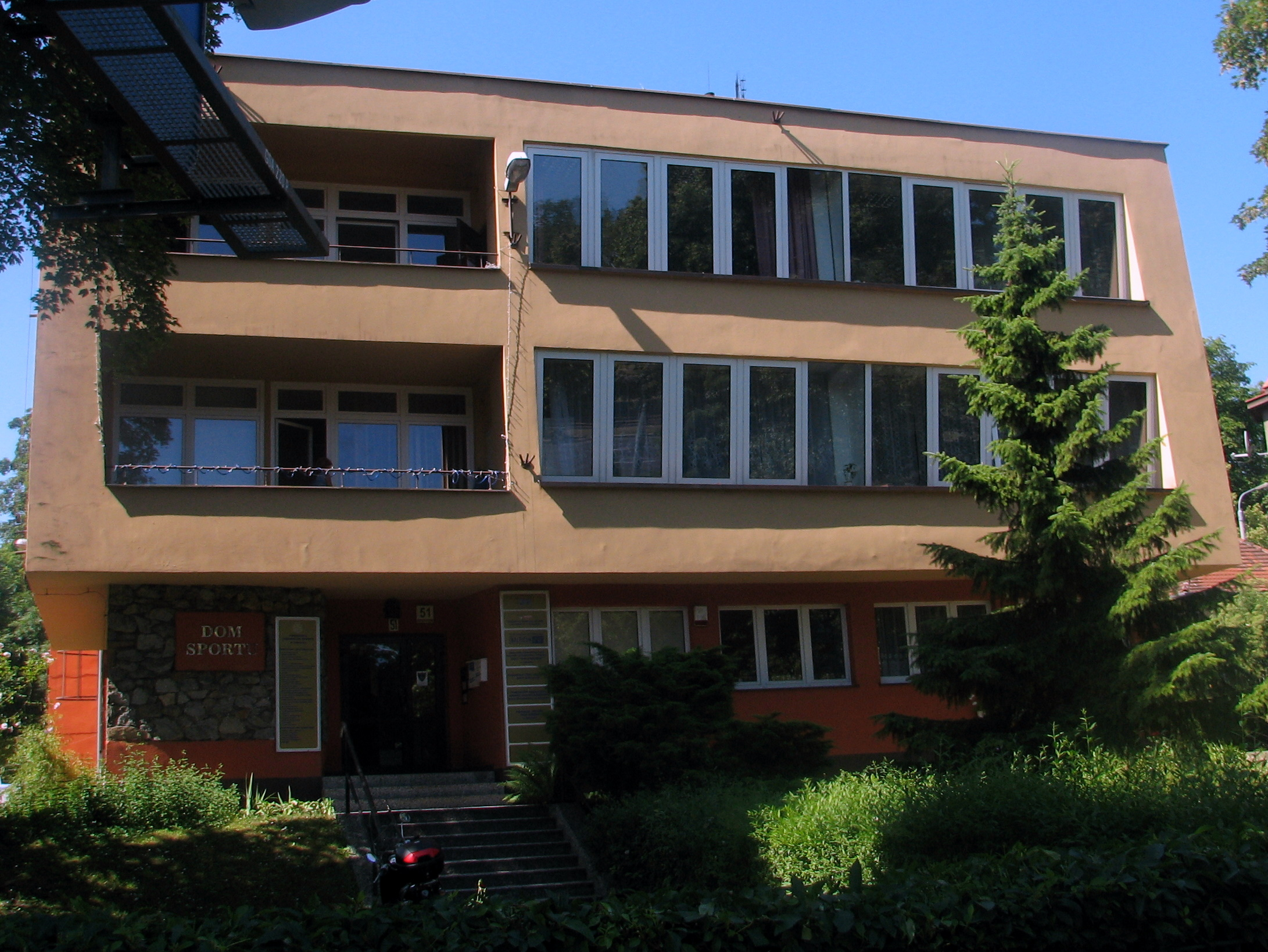
Dawna siedziba gdańskiego oddziału.

Pomorski Związek Piłki Nożnej – organ terenowy Polskiego Związku Piłki Nożnej z siedzibą w Gdańsku; jeden z szesnastu Wojewódzkich Związków Piłki Nożnej w Polsce, zarządzający rozgrywkami piłkarskimi w woj. pomorskim. W jego skład wchodzą okręgi: Słupsk oraz Malbork.

## Ligi lokalne
| Liga                        | Mistrz 2023/2024          |
| --------------------------- | ------------------------- |
| III liga PLF                | Jaguar Gdańsk             |
| IV liga pomorska            | Gryf Słupsk               |
| Klasa okręgowa Gdańsk I     | Czarni Pruszcz Gdański    |
| Klasa okręgowa Gdańsk II    | Wierzyca Decka Pelplin    |
| Klasa okręgowa Słupsk       | Bytovia Bytów             |
| Klasa A Gdańsk I            | OKS Janowo                |
| Klasa A Gdańsk II           | Amator Kiełpino           |
| Klasa A Gdańsk III          | Victoria Kaliska          |
| Klasa A Gdańsk IV (Malbork) | Gryf Tczew                |
| Klasa A Słupsk I            | Słupia Kobylnica          |
| Klasa A Słupsk II           | GTS Czarna Dąbrówka       |
| Klasa B Gdańsk I            | Sokół II Bożepole Wielkie |
| Klasa B Gdańsk II           | Tylko Lechia Gdańsk       |
| Klasa B Gdańsk III          | AP FilSport Przywidz      |
| Klasa B Gdańsk IV           | Orkan Huta                |
| Klasa B Gdańsk V (Malbork)  | Orzeł Subkowy             |
| Klasa B Gdańsk VI (Malbork) | Oldboys Kwidzyn           |
| Klasa B Słupsk I            | Jantaria Pobłocie         |
| Klasa B Słupsk II           | Bytovia II Bytów          |

## Kluby grające na szczeblu centralnym i makroregionalnym
| Klub                                   | Liga                     |
| -------------------------------------- | ------------------------ |
| Lechia Gdańsk                          | Ekstraklasa              |
| Red Devils Chojnice                    | Futsal Ekstraklasa       |
| We-Met Futsal Club Kamienica Królewska | Futsal Ekstraklasa       |
| Arka Gdynia                            | Ekstraklasa              |
| AZS UG Gdańsk                          | I liga polska w futsalu  |
| LZS Dragon Bojano                      | I liga polska w futsalu  |
| Team Lębork                            | I liga polska w futsalu  |
| Chojniczanka Chojnice                  | II liga                  |
| Radunia Stężyca                        | II liga                  |
| Jaguar Gdańsk                          | II liga polska w futsalu |
| Cartusia Kartuzy                       | III liga                 |
| Gedania Gdańsk                         | III liga                 |
| Gryf Słupsk                            | III liga                 |